# Unitat perifèrica de Beòcia
|  | Aquest article tracta sobre la regió moderna de Grècia. Si cerqueu la regió antiga de Grècia, vegeu «Beòcia». |

La unitat perifèrica de Beòcia (grec: Νομός Βοιωτίας o Βοιωτία) és una unitat perifèrica de Grècia situada a la perifèria de la Grècia Central, i que correspon a l'antiga prefectura de Beòcia. Pren el nom de l'antiga Beòcia, amb capital a Tebes, que avui en dia és la segona ciutat, mentre que la capital és Levàdia. Al nord hi trobem la unitat perifèrica de Fòcida i al nord-est la de la Ftiòtida; a l'oest, separades per una badia i un golf, la unitat perifèrica d'Eubea i la de l'Àtica al sud. El terreny és força muntanyós, amb el mont Helicó com a punt més alt amb els seus 1.748 metres.

## Divisió administrativa
A partir de l'1 de gener de 2011, amb l'entrada en vigor del programa Cal·lícrates, les antigues prefectures van substituir-se per unitats perifèriques, que a la vegada se subdivideixen en municipis.
Beòcia se subdivideix en sis municipis (numeració segons el mapa):
- Alíartos (2)
- Dístomo-Aràkhova-Andíkira (3)
- Levàdia (1)
- Orcomen (5)
- Tanagra (6)
- Tebes (4)